# 克莉斯蒂·柯兒
克莉斯蒂·柯兒（英語：Cristie Kerr，1977年10月12日—）為美國職業女子高爾夫球選手，主要參與LPGA巡迴賽賽事。
2010年6月28日，她贏得LPGA錦標賽後確定取代日本選手宮里藍而成為世界排名第一的選手，是第五位與美國第一位登上球后寶座的選手，但三週後宮里藍以平均0.0006分之差重回排名第一位置，柯兒在同年8月與10月各自再重回球后寶座一週，因此她總共曾在世界排名第一位置五週。